# Jimmy Giuffre
Pour les articles homonymes, voir Giuffrè.
James Peter “Jimmy” Giuffre est un musicien de jazz américain né le 26 avril 1921 à Dallas, au Texas, et mort le 24 avril 2008 à Pittsfield, dans le Massachusetts. Il joue de nombreux instruments : clarinette, flûte, saxophone.

## Carrière
Il a joué avec Woody Herman, et il a aussi composé pour lui, notamment le morceau Four Brothers créé en 1947 par la légendaire section de saxophonistes (Sam Marowitz, Herbie Steward, Stan Getz, Al Cohn, Zoot Sims, Serge Chaloff) du big band de Woody Herman.
Musicien phare du mouvement West coast auquel il donne de nombreuses compositions dans les années 1950, il développe parallèlement des expérimentations en petites formations, quartets ou trios sans piano. Giuffre enregistre sous son nom de 1956 à 1958 chez Atlantic et de 1959 à 1961 chez Verve.
En 1961, il forme un trio avec le pianiste Paul Bley et le bassiste Steve Swallow et surprend son public en basculant sans transition dans un free jazz très personnel. Très peu d'enregistrements de cette période sont disponibles. Malgré le peu d'impact et de succès à l'époque, ce trio a  eu une influence considérable sur les musiciens de jazz contemporains, en particulier européens, qui le citent comme une référence, par exemple Evan Parker. C'est en particulier l'un des premiers trio sans batterie, ce qui renouvelle complètement l'esthétique, en ouvrant l'espace sonore au lyrisme, aux harmonies étalées, et aux interactions entre musiciens, la mélodie et l'harmonie deviennent ainsi prédominantes sur le rythme.  Bien qu'influencée par Lennie Tristano ou George Russell, la musique du trio de Jimmy Giuffre est sans commune mesure avec la musique de l'époque, loin des fureurs d'Ornette Coleman, John Coltrane ou de Cecil Taylor, l'exploration que fait le trio de l'harmonie, la mélodie et le rythme pave la voie vers les développements futurs des Musiques improvisées, et du jazz européen, et en particulier un « jazz de chambre » proche  de l'esthétique ECM, notamment dans les albums Fusion et Thesis,.
Avec l'album Free Fall, le trio de Giuffre bascule vers l'improvisation totale. Bien que l'une des premières expérimentations en la matière, la musique est restée fraiche et radicale. Steve Swallow rapporte toutefois que le trio s'est dissous une nuit où ils gagnèrent chacun 35 cents, dans le café New Yorkais où ils jouaient… Cette anecdote illustre les difficultés de compréhension de la part du public auxquelles ils durent faire face.
Il s'ouvre ensuite dans les années 1970 aux influences de la musique orientale puis de la musique électronique sous des labels indépendants (Choice, Crazy Heart Star, Soul Note (en)).
Reformant en 1989 le trio légendaire de 1960, il donne de nombreux concerts en France au début des années 1990 avant de s'arrêter, atteint de la maladie de Parkinson, en 1996.
Jimmy Giuffre meurt le 24 avril 2008 à Pittsfield. Il est inhumé dans le Mountain View Cemetery de Lenox.

## Discographie

### Comme leader ou co-leader
- 1955 : Jimmy Giuffre (Capitol)
- 1955 : Tangents in Jazz (Capitol)
- 1956 : Tenors West (GNP) avec Bob Cooper, Bob Enevoldsen, Harry Klee et l'octet de Marty Paich
- 1956 : The Jimmy Giuffre Clarinet (Atlantic)
- 1956 : The Jimmy Giuffre 3 (Atlantic)
- 1956 : Historic Jazz Concert at Music Inn (Atlantic)
- 1957 : The Train and the River (Atlantic)
- 1958 : The Music Man (Atlantic)
- 1958 : The Four Brothers Sound (Atlantic)
- 1958 : Trav'lin' Light (Jimmy Giuffre 3 album) (Atlantic)
- 1958 : Western Suite (Atlantic)
- 1959 : 7 Pieces (Verve)
- 1959 : The Easy Way (Verve)
- 1959 : Ad Lib (Verve)
- 1959 : Jimmy Giuffre with Strings (« Piece for Clarinet and String Orchestra »/« Mobiles ») (Verve)
- 1959 : Lee Konitz, Jimmy Giuffre : Lee Konitz Meets Jimmy Giuffre, Verve Records MGV 8335
- 1960 : The Jimmy Giuffre Quartet in Person (Verve)
- 1961 : Fusion (Verve)
- 1961 : Thesis (Verve)
- 1961 : Emphasis, Stuttgart 1961 (hatArt), 1993 avec Steve Swallow et Paul Bley
- 1961 : Flight, Bremen 1961
- 1962 : Free Fall (Columbia)
- 1965 : Olympia 23 février 60 - 27 février 1965 (Trema, 2000)
- 1971 : Night Dance (Choice)
- 1973 : Music for People, Birds, Butterflies and Mosquitos (Choice)
- 1973 : Mosquito Dance (DJM)
- 1974 : Quiet Song (Improvising Artists) avec Bill Connors et Paul Bley
- 1975 : River Chant (Choice)
- 1978 : IAI Festival (Improvising Artists) avec Lee Konitz, Bill Connors et Paul Bley
- 1983 : Dragonfly (Soul Note)
- 1985 : Quasar (Soul Note)
- 1988 : Eiffel (CELP) avec André Jaume
- 1988 : Momentum, Willisau 1988 (hatOLOGY, 1997) avec André Jaume
- 1990 : The Life of a Trio: Saturday (Owl) avec Steve Swallow et Paul Bley
- 1990 : The Life of a Trio: Sunday (Owl)
- 1991 : Liquid Dancers (Soul Note)
- 1992 : Talks & Plays (CELP, 2000) 1er CD avec une interview, 2e avec André Jaume
- 1992 : Fly Away Little Bird (Owl) avec Steve Swallow et Paul Bley
- 1993 : River Station (CELP) avec André Jaume et Joe McPhee
- 1996 : Conversations with a Goose (Soul Note) avec Steve Swallow et Paul Bley
- 1998 : Three Windows & Two – A Portrait of Jimmy Giuffre (CELP)

### Comme sideman
- 1956 : Stu Williamson : Stu Williamson, Bethlehem Records BCP-55
- 1957 : Shorty Rogers and His Giants :  Wherever the Five Winds Blow, RCA Victor Records, NL-45645